# Rygge
Rygge is een voormalige gemeente in de toenmalige provincie Østfold in het zuidoosten van Noorwegen, 60 kilometer van de hoofdstad Oslo. Een spoorweg en een autostrade (tolweg) verbinden beide steden. De gemeente telde 15.747 inwoners in januari 2017.
De Koninklijke Noorse luchtmacht heeft nabij de stad een helikopter- en vliegbasis waar onder meer haar Falcon 20's gestationeerd zijn.

## Geschiedenis
Op 1 januari 2020 werd de gemeente opgeheven en opgenomen in de gemeente Moss. Deze fusiegemeente werd, aangezien de provincie Østfold op deze dag ook werd opgeheven, opgenomen in de provincie Viken.

## Plaatsen in de gemeente
- Ryggebyen
- Larkollen
- Kirkegrenda
- Fuglevik
- Smedhus